# 王波
王 波（おう は、生没年不詳）は、中国漢王朝の武帝が紀元前108年に朝鮮半島に設置した植民地・楽浪郡で勢力を張った中国系豪族・楽浪王氏出身の前燕官僚。官位は「儀同三司 武邑公」。

## 人物
子・王班は、後燕の「散騎常侍」「平西将軍」「給事黄門侍郞」「晋陽侯」を務めた。孫・王定国は、北魏の「庫部給事」「冠軍将軍」「河内太守」「幷州刺史」「博平男」を務めた。曾孫・王唐成は、北魏の「広武将軍」「東宮侍郞」「合肥子」を務めた。玄孫・王光祖は、北魏の「寧遠将軍」「徐州長史」「淮陽太守」「司州中正」「晋陽男」を務めた。来孫・王禎は、北魏の「員外散騎侍郎」を務めた。
北魏・西魏の政治家である宇文泰の母親・明徳皇后と兄の王盟は楽浪王氏であり、王波を祖としている。すなわち、明徳皇后、王盟は、王波の後裔である。王波一族は、代々前燕、後燕、北魏から爵位を与えられた官職従事者であり、北魏皇室とも婚姻を結ぶことができた名家だった。
王波は、前燕の「儀同三司 武邑公」を務めているため、一族は楽浪郡滅亡前後に中国に移住しているとみられる。
来孫の王禎の墓誌が出土しており、王波一族は中国殷王朝の政治家・箕子の後裔であることが記されている。すなわち、殷王朝に箕子、比干、微子啓の三人の忠臣がおり、中国周王朝の武王が箕子を朝鮮に封じたために姓を王氏とした、と記録されている。